# Blénod-lès-Toul

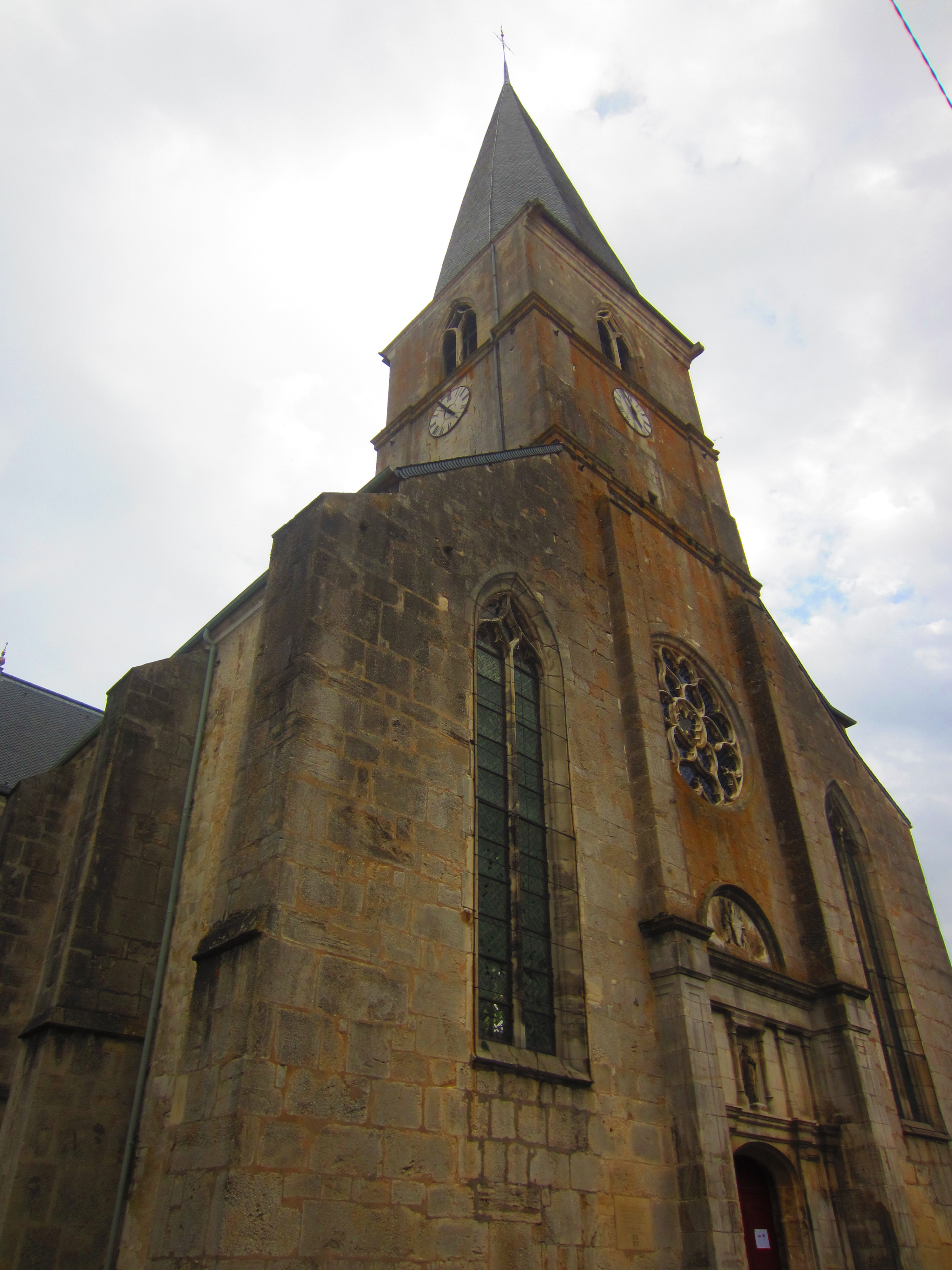
Zabytkowy Kościół św. Medarda (2013)

Blénod-lès-Toul – miejscowość i gmina we Francji, w regionie Grand Est, w departamencie Meurthe i Mozela.
Według danych na rok 1990 gminę zamieszkiwało 906 osób, a gęstość zaludnienia wynosiła 51 osób/km² (wśród 2335 gmin Lotaryngii Blénod-lès-Toul plasuje się na 397. miejscu pod względem liczby ludności, natomiast pod względem powierzchni na miejscu 243.).

## Populacja

Populacja Blénod-lès-Toul w latach 1962–2008